# アポロとディアナ (ホントホルスト)
『アポロとディアナ』（蘭: Apollo en Diana、英: Apollo and Diana）、または『チャールズ1世とヘンリエッタ・マリアに紹介される自由学芸』（チャールズいっせいとヘンリエッタ・マリアにしょうかいされるじゆうがくげい、英: The Liberal Arts presented to King Charles and Henrietta Maria）は、17世紀オランダ黄金時代の画家ヘラルト・ファン・ホントホルストが1628年にキャンバス上に油彩で制作した絵画である。現在、英国のロイヤル・コレクションに含まれ、ハンプトンコート宮殿の女王の階段に掛けられている。

## 背景
画家は、1628年の最後の9ヶ月間をチャールズ1世 (イングランド王) のために絵画を制作しながらロンドンで過ごしたが、以前にもチャールズの姉エリザベス・スチュアートから何度か絵画の制作依頼を受けていた。本作は、ホントホルストのロンドン滞在中に制作された作品のうち最も野心的なものの1つである。本作が元来、どこに所蔵されていたかは不明であるが、ジョージ・ヴィリアーズ (初代バッキンガム公) から委嘱されたのかもしれない。バッキンガム公は、パリでルーベンスがチャールズの義母であるマリー・ド・メディシスのために1622年から1625年に制作した『マリー・ド・メディシスの生涯』 (ルーヴル美術館) を見ており、ルーベンスに自身の騎馬肖像を依頼していたのである。バッキンガム公は、ホントホルストにルーベンスの『マリー・ド・メディシスの生涯』のような作品を制作するよう依頼したのかもしれない。なお、バッキンガム公は、おそらく本作が制作中であった1628年8月に暗殺されている。

## 作品
啓蒙君主の役割の1つは、学ぶことと芸術を奨励することであった。本作において、中央にいるバッキンガム公は神々の伝令であるメルクリウスの姿をして、7人の自由学芸を暗い洞窟から明るい王の庇護のもとに連れ出している。バッキンガム公は、左側一番上にいるアポロの格好をしたチャールズと、アポロの姉妹のディアナの姿をしたチャールズの妻ヘンリエッタ・マリアに、自由学芸たちを紹介している。アポロは、おそらくムーサたちに取り囲まれている。翼のあるケルビムたちが王の芸術庇護の報酬として、花束、月桂樹の冠を配り、「名声」のトランペットを吹いている。
自由学芸は、並んでいる順番に以下のように識別できる。「文法」 (おそらくバッキンガム公の妻の肖像で、鍵と本を持っている)、「論理学」 (天秤を持っている)、「修辞学」 (巻物を持っている)、「天文学」 (アストロラーベと分周器を持っており、付き添う黒人はヤコブの杖を持っている)、「幾何学」 (球体と分周器を持っている)、「数学」 (板を持っている)、「音楽」 (リュートを持っている) である。さらに、付き添いの子供たち (クピドのようであるが、翼がない) が、「知識」の松明と「名声」のトランペットで王の教養の敵である「嫉妬」と、おそらく「憎悪」を追い払っている。もう1人の子供は、学ぶことを妨げる獣性の象徴である山羊を追い払おうとしている。
絵画について最初に言及している書物の記録によると、絵画はバンケティング・ハウス近くの所蔵庫にあった。